# Shannonomyia fuscostigmalis
Shannonomyia fuscostigmalis är en tvåvingeart som först beskrevs av Alexander 1967.  Shannonomyia fuscostigmalis ingår i släktet Shannonomyia och familjen småharkrankar. Inga underarter finns listade i Catalogue of Life.